# Agathotoma ecthymata
Agathotoma ecthymata é uma espécie de gastrópode da família Conidae.